# Parc Güell
Parc Güell (ursprungligen Park Güell) är en park i Barcelona (Katalonien, Spanien). Den ritades och konstruerades av Antoni Gaudí tillsammans med dennes assistent Josep Maria Jujol under åren 1900–1914. 1984 utsågs den av Unesco till ett världsarv.

## Beskrivning
Den var från början inte avsedd att bli en park utan var ett byggprojekt för ett bostadsområde med exklusiva tomter. Parken är väldigt stor och saknar motstycke med sina naturliga former, spiralformade torn, trappor och jättelika ödlor (den salamanderliknande trappskulpturen El drac – 'Draken'). 
Dessutom är mycket i parken fyllt med mosaik av typen trencadís; Gaudí anställde ett stort arbetslag som fick till uppgift att slå sönder kakelplattor, tallrikar och glas för att sedan sätta samman dem igen. Detta förlöjligades av den samtida pressen, och en av stadens mest kända krönikörer beskrev sitt besök vid arbetsplatsen: "Jag ser 30 personer i full fart med att slå sönder kakelplattor samtidigt som jag ser 30 andra i full färd med att sätta samman dem igen, ta mig djävulen om jag förstår." 

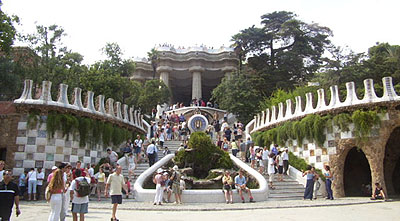
Trappan upp till Gaudís saluhall.

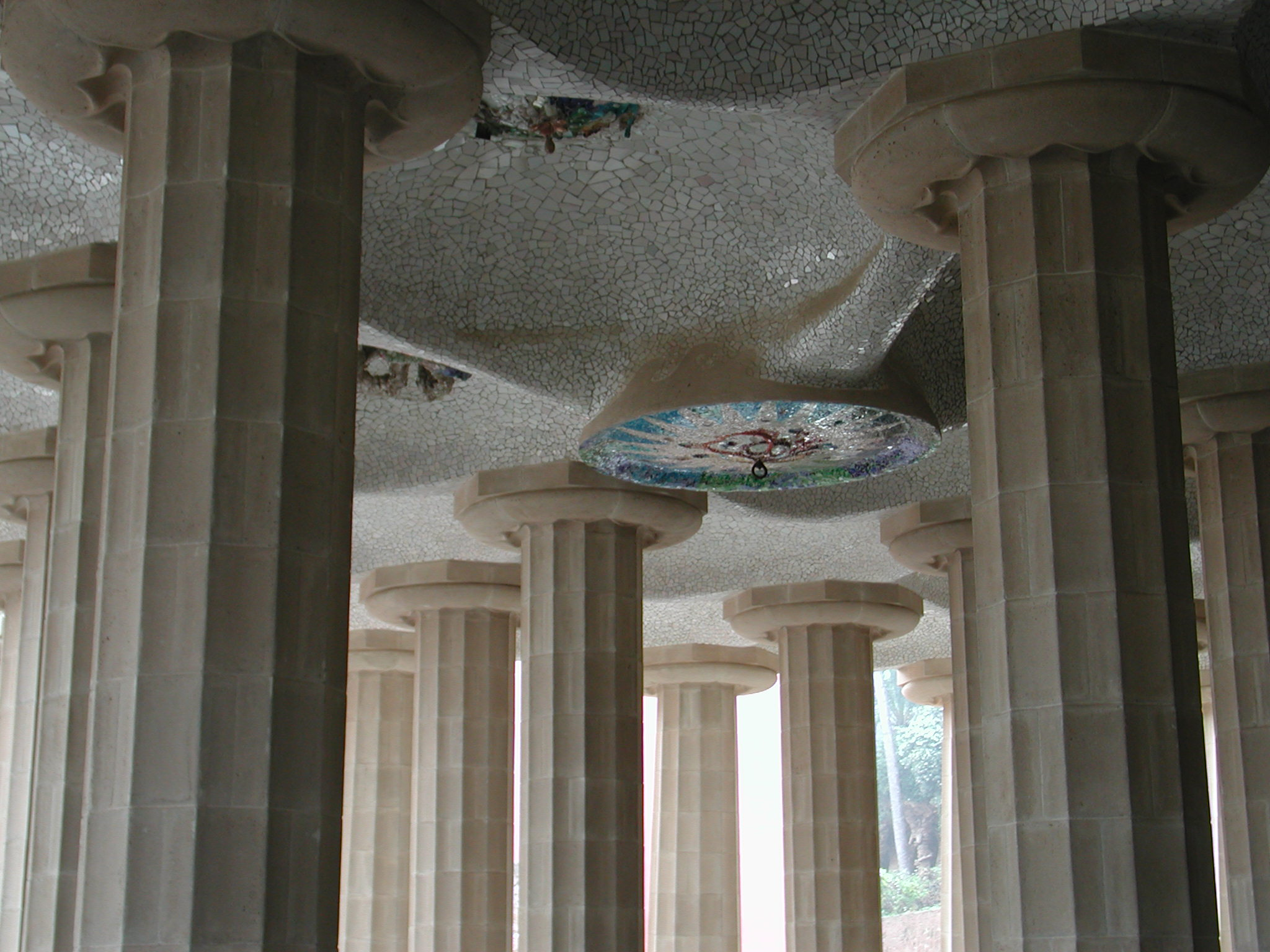
Interiör i Gaudís tilltänkta saluhall med mosaik i taket.

Det finns en jättelik terrass mitt i parken med en lång mosaikbeklädd bänk vilken bland annat fungerat som inspirationskälla för Miró. Parken är relativt högt belägen och ger en bra överblick av staden. Antoni Gaudís bostad där han levde mellan 1905 och 1926 finns även i parken. Eusebi Güell som startade projektet överlät området till staden efter att ha misslyckats med att sälja de tomter han erbjöd.

## Bakgrund
1899 och 1902 köpte affärsmannen Eusebi Güell upp två bondgårdar på Mont Pelat – Det skalliga berget. Tanken var att anlägga ett exklusivt bostadsområde i form av en parkstad. 60 triangulära tomter om 2.500 kvadratmeter var skulle säljas till en kostnad på mellan 24 000 och 37 000 pesetas. Detta kan jämföras med att en utbildad arbetare från medelklassen i sekelskiftets Barcelona i genomsnitt tjänade 150 pesetas i månaden. 
För att öka områdets attraktionskraft lät han bekosta bygget av diverse faciliteter med bland annat en huvudingång med två portvaktsstugor, en trappa upp till en övertäckt saluhall där de boende kunde göra sina inköp, ett torg samt flera eleganta terrasser. Allt detta fick Gaudí i uppdrag att formge. Güell bidrog även med avlopp, rörsystem, elledningar, underhållspersonal, trädgårdsmästare och nattvakter.
För att få köpa en tomt krävdes dock att man godtog ett standardkontrakt som reglerade olika fastställda stadgar. Förhållandet mellan husets och tomtens storlek var fastställt och fick inte ändras, tomtköpare fick inte fälla några träd där stammen var tjockare än 15 centimeter samtidigt som de var tvungna att plantera nya träd och värna om naturen, alla ritningar till hus skulle godkännas av Gaudí själv, husens höjd var begränsad och det fanns även bestämmelser om dess användningsområde samt tillfartsvägarnas lutning.
Projektet blev ett fiasko och bara två köpare anmälde sig. Varför ingen ville bygga hus i Güells parkstad kan kanske förklaras av det mycket höga priset på tomterna samt det faktum att avståndet in till centrala Barcelona var ganska långt. Själva kontraktet kan ju även det ha verkat avskräckande där man fick avsäga sig följande användningsområden av sin tomt:
| ”                                    | fabrik, verkstad, tegel eller brödugn, smedja, sjukhus, klinik, sanatorium, hotell, värdshus, restaurang, kafé, chokladsalong, servering, grönsakshandel, affär för försäljning av medicin eller explosiva varor, magasin, industri, handel eller yrkesmässig verksamhet som kan besvära eller störa ägarna till egendomar i parken eller stöter sig med den speciella plantering vars bestående egenart vi söker bibehålla. | „ |
| – Kontraktsvillkor i Güells parkstad | |   |